# Mefistofele
Mefistofele ist die einzige vollendete Oper des italienischen Komponisten Arrigo Boito. Sie besteht aus einem Prolog, vier Akten und einem Epilog, beruht auf Goethes Faust-Dichtungen und wurde am 5. März 1868 in der Mailänder Scala uraufgeführt. Eine zweite überarbeitete und gekürzte Version wurde am 6. Oktober 1875 im Teatro Comunale in Bologna uraufgeführt, nachdem die ursprüngliche Fassung stark kritisiert worden war. Diese zweite Fassung ist zwar die meistgespielte, doch Boitos endgültige Fassung erlebte am 25. Mai 1881 ihre Uraufführung.

## Handlung
Die folgende Inhaltsangabe bezieht sich auf die Zweitfassung von 1875.

### Prolog im Himmel
Der Gelehrte Dr. Heinrich Faust stößt an die Grenzen seiner Leistungsfähigkeit, sein Wissen weiter zu vermehren. Deprimiert sucht er nach der Erkenntnis vom Sein. Davon erweckt, geht Mefistofele, Fausts personifiziertes Böse, mit Gott eine Wette ein, ihn davon abbringen zu wollen. Gelinge ihm dies, so siege er über Gott und somit das Sein.

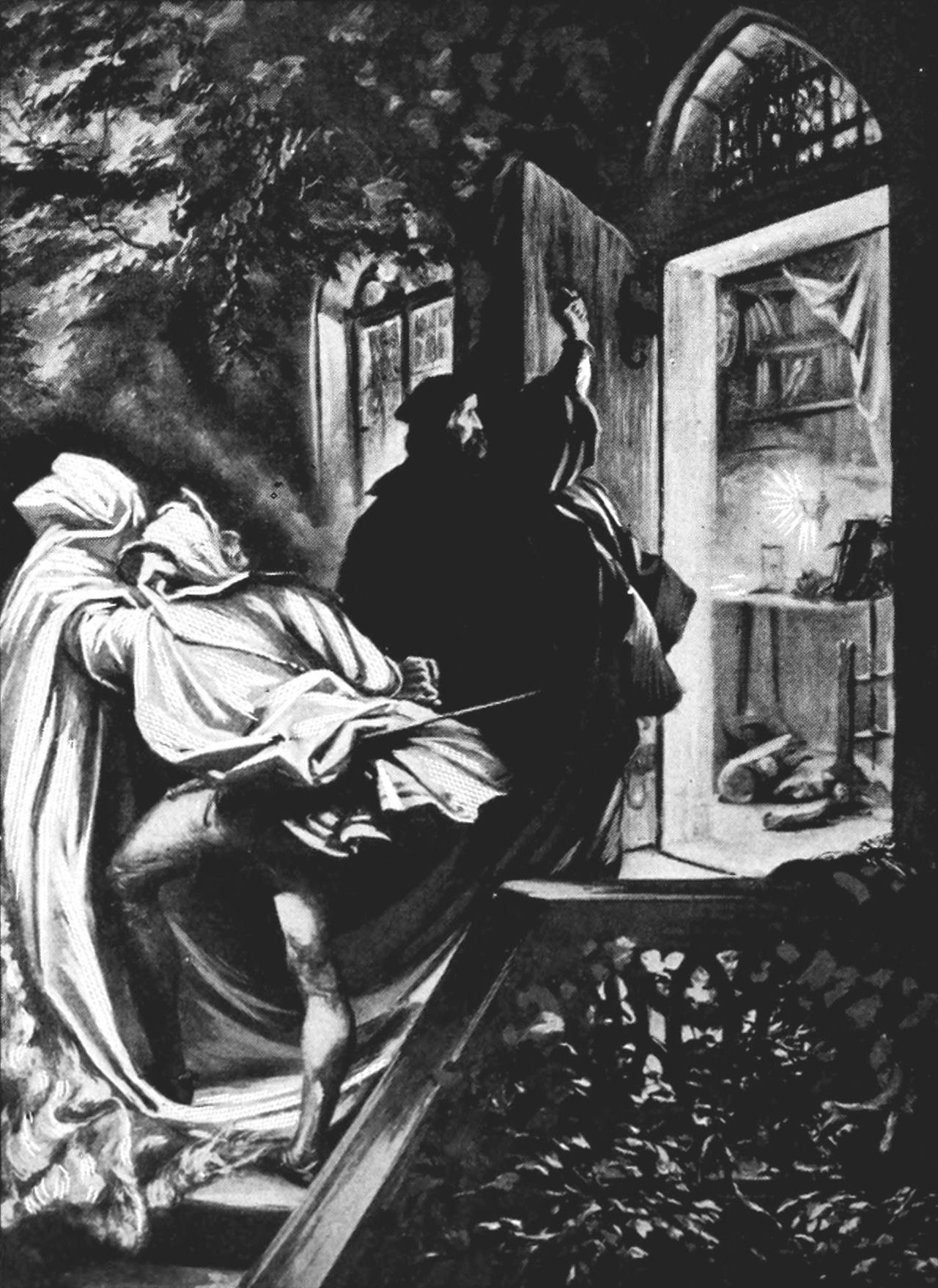
Erster Akt: Faust verlässt sein Studio

### Erster Akt
Frankfurt am Main, vor dem Stadttor
Faust und sein Schüler Wagner gesellen sich zu dem lustigen Treiben der Bürger und Bauern, die der Ausfahrt des Kurfürsten beiwohnen. Es ist Ostersonntag. Mit zunehmender Dämmerung fällt Faust ein zwielichtiger schwarzer Mönch auf, der umherstreift.
Fausts Studierzimmer
Zurück in seinem Studierzimmer erscheint der Mönch: Es ist Mefistofele. Er bietet Faust einen Pakt an, der daraus besteht, Faust im Leben zu dienen. Nach dem Tod solle es dafür umgekehrt sein. Der glücksuchende Faust willigt ein, woraufhin Mefistofele seinen Mantel ausbreitet und die beiden davonschweben.

### Zweiter Akt
Ländlicher Garten
Durch Mefistofele hat Faust seine Jugend wiedererlangt und versucht, der unschuldigen Margherita zu imponieren. Er bringt sie dazu, ihrer Mutter einen Schlaftrunk zu verabreichen, um sich mit ihr in die Kammer zurückzuziehen. Unterdessen tut Mefistofele es ihm mit Marta gleich.
Walpurgisnacht im Talgrund von Schierke und Elend
Nun findet sich Faust auf dem Brocken wieder, wo die Hexen ihren Sabbat feiern. Plötzlich hat er jedoch eine Vision von Margherita, die gefesselt in einem Kerker liegt. Mefistofele reißt ihn jedoch herb aus seinen Träumen.

### Dritter Akt
Kerker, Nacht
Margherita hat im Wahn ihre Mutter vergiftet und ihr Kind ertränkt. Sie ist gefesselt im Kerker und erwartet ihr Urteil. Als sie Faust erblickt und der sie anhalten will zu fliehen, ist sie entzückt. Als Mefistofele jedoch auftritt, ändert sich ihre Laune. Sie weist Faust voller Grauen zurück. Margherita wendet sich an Gott mit der Bitte um Erlösung, die himmlischen Heerscharen erklären sie für erlöst.

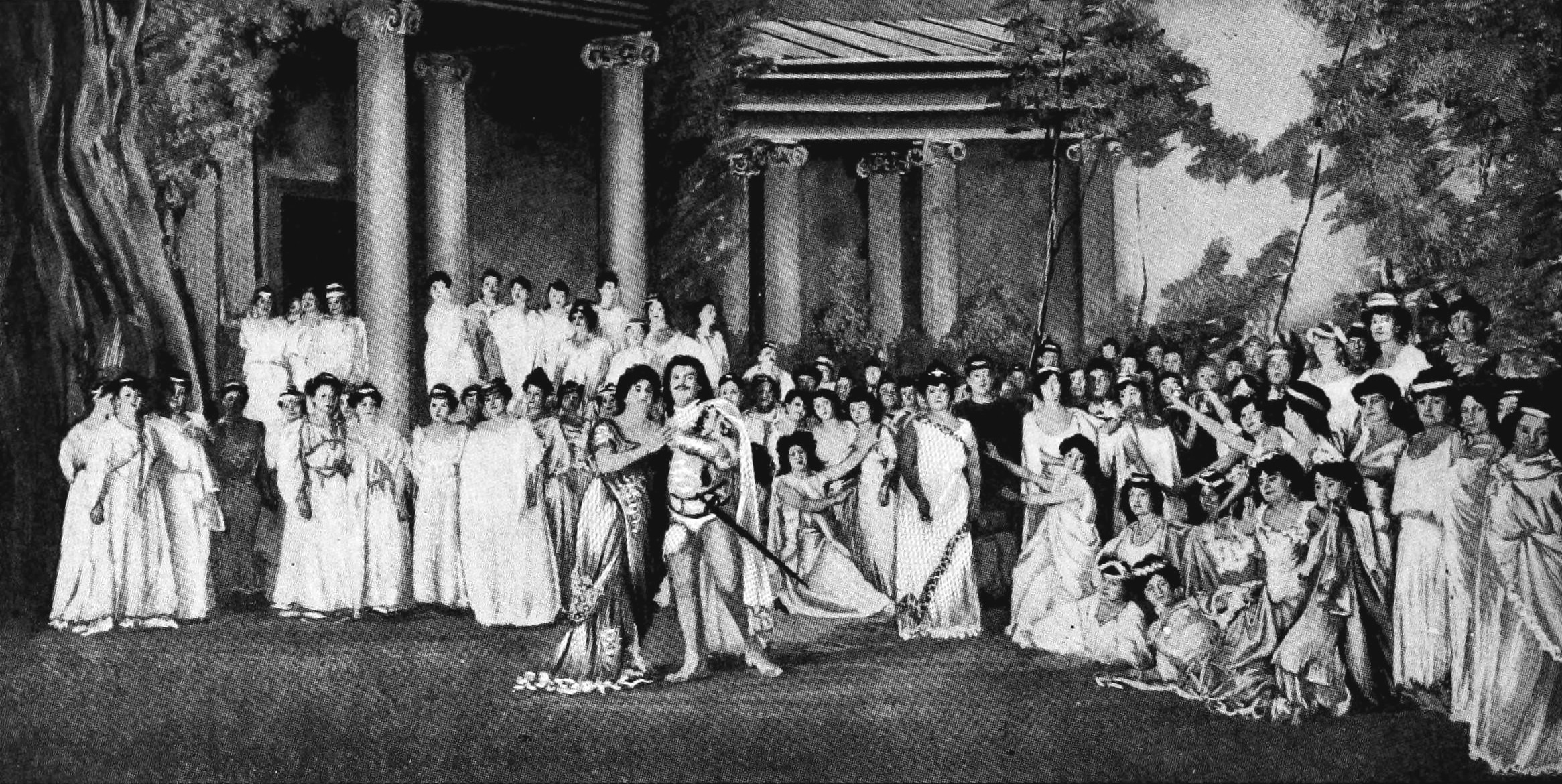
Vierter Akt

### Vierter Akt
Klassische Walpurgisnacht, an den Felsbuchten des Ägäischen Meeres
Im fernen Griechenland umwirbt Faust die schöne Helena, die den Kampf um Troja besingt. Letztendlich gesteht er ihr seine Liebe.

### Epilog
Fausts Studierzimmer
Die Zeit ist vergangen, der alte Faust befindet sich wieder in seinem Studierzimmer und sinniert über die Geschehnisse der Suche nach dem vollendeten Glück. Er fängt an zu begreifen, dass nur die Liebe zu Gott und zu sich selbst ihm dieses Gefühl geben kann. Er überwindet seinen Schatten, Mefistofele, und steigt ebenfalls erlöst in den Himmel auf.

## Gestaltung

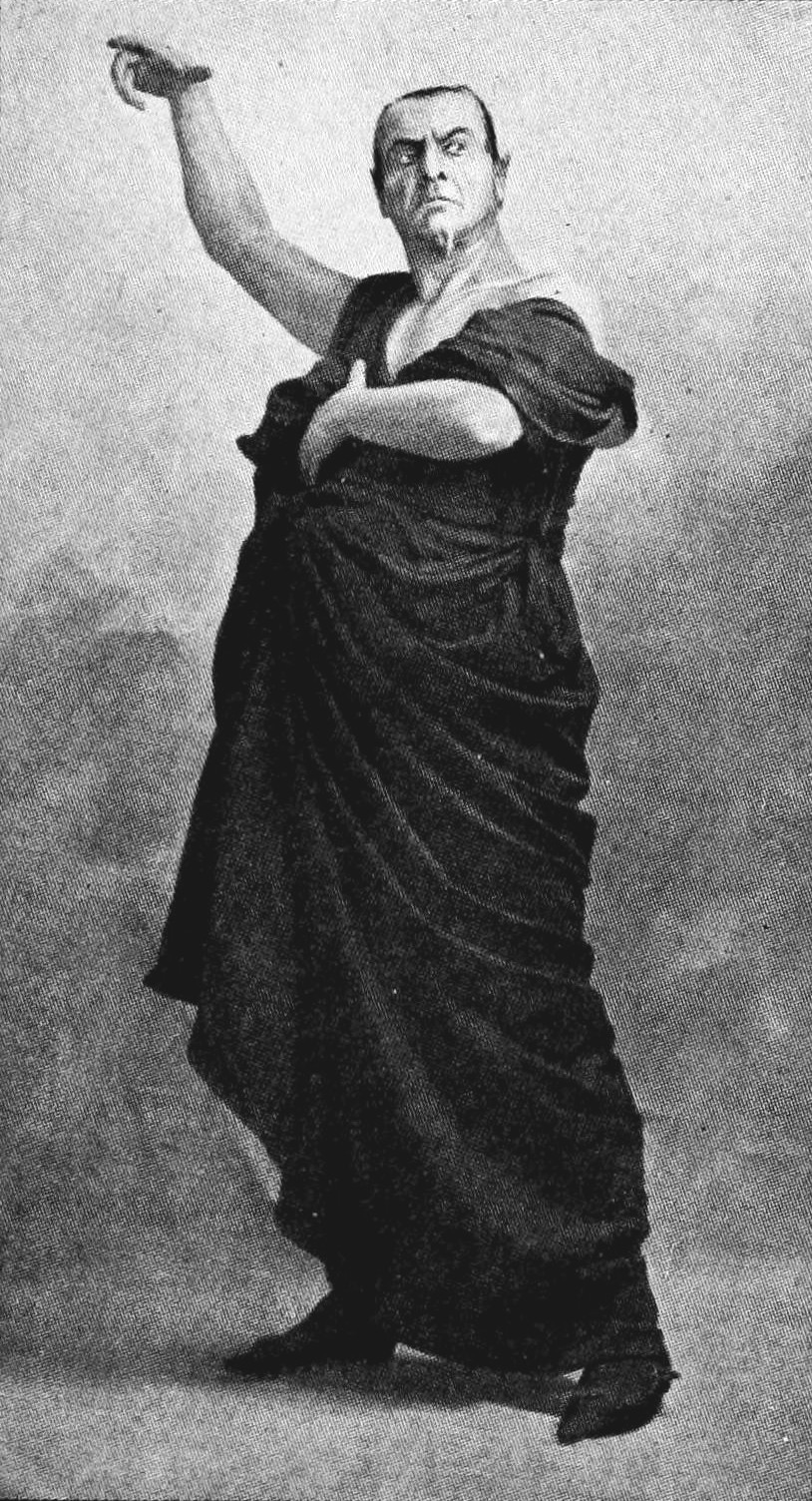
Fjodor Schaljapin in der Titelrolle

### Instrumentation
Die Orchesterbesetzung der Zweitfassung enthält die folgenden Instrumente:
- Holzbläser: zwei Flöten (2. auch Piccolo), zwei Oboen (2. auch Englischhorn), zwei Klarinetten (2. auch Bassklarinette), zwei Fagotte
- Blechbläser: vier Hörner, zwei Trompeten, drei Posaunen, Serpent (auch Ophikleide und Cimbasso)
- drei Pauken, Schlagzeug: Donnermaschine, große Trommel, Becken, Tamtam, Triangel, Hängebecken
- zwei Harfen
- Streicher
- Bühnenmusik (Banda): zwei Hörner, zwei Trompeten, drei Posaunen, Schlagzeug (drei kleine Trommeln, Becken, Tamtam, Donnermaschine), fünf Glocken, kleines Glockenspiel

### Unterschiede zu Goethes Faust I und II
Obwohl Boito Goethe als Vorlage hatte, gibt es einige Unterschiede, seien es fehlende Szenen oder abgeänderte Handlungsverläufe.
Einige Unterschiede, jeweils auf die Oper berufend:
Faust I
- Das „Vorspiel auf dem Theater“ fehlt.
- Der „Prolog im Himmel“ hat eine wesentlich längere Spielzeit als die Erzählzeit in Faust I.
- Die erste Szene im Studierzimmer fehlt.
- Der schwarze Pudel ist durch einen grauen Mönch ersetzt.
- Die zweite Szene im Studierzimmer ist gekürzt, beschränkt sich nur auf den Pakt.
- Das Kapitel „Auerbachs Keller in Leipzig“ fehlt.
- Ebenso fehlt die „Hexenküche“, man erfährt also nicht, wie Faust seine Jugend wiedererlangt.
- Das Kennenlernen mit Margherita (Margarete) und ihrer Nachbarin Marta (Marthe) beschränkt sich auf eine Gartenszene. Alle Kapitel von „Straße“ bis „Marthens Garten“ werden komprimiert wiedergegeben.
- Alle weiteren Kapitel bis hin zur „Walpurgisnacht“ fehlen.
- Die „Walpurgisnacht“ beschränkt sich großteils auf die Vision von Margherita (Lilith).
- Wiederum fehlen alle Szenen bis zum „Kerker“.
- Die „Kerker“-Szene ist, wie der Prolog, länger.

Faust II
- Der erste Akt fehlt.
- Zweiter und dritter Akt wurden zu einem (Klassische Walpurgisnacht) zusammengefasst, der sich großteils auf die Begegnung von Faust und Elena (Helena) beschränkt.
- Der vierte Akt fehlt wiederum vollständig.
- Der fünfte Akt wird auf einen Epilog im Studierzimmer gekürzt, der nur Bezug auf Fausts Tod und Erlösung nimmt.

## Diskographie (Auswahl)
Mefistofele ist vielfach auf Tonträger erschienen. Operadis nennt 40 Aufnahmen im Zeitraum von 1928 bis 2008. Daher werden im Folgenden nur die in Fachzeitschriften oder Opernführern besonders hervorgehobenen Aufnahmen aufgeführt.
- 1952: Franco Capuana (Dirigent), Orchester und Chor des Teatro alla Scala Mailand. Giulio Neri (Mefistofele), Gianni Poggi (Faust), Rosetta Noli (Margherita), Ebe Ticozzi (Marta und Panthalis), Gino del Signore (Wagner und Nerèo), Simona dall’ Argine (Elena). Preiser PR90122 (2 CD), Cantus Classics 500330 (2 CD). FonoForum 8/92[3][4]:1947
- 1955 (stark gekürzt, ohne 4. Akt): Vittorio Gui (Dirigent), Orchester und Chor des Teatro dell’Opera Rom. Boris Christow (Mefistofele), Giacinto Prandelli (Faust), Orietta Moscucci (Margherita), Amalia Pini (Marta), Piero de Palma (Wagner). EMI CD: 5 65655 2. Hermes Opernlexikon[3][4]:1950
- 1956: Angelo Questa (Dirigent), Chor und Orchestra Sinfonica Nazionale della RAI Torino. Giulio Neri (Mefistofele), Ferruccio Tagliavini (Faust), Marcella Pobbe (Margherita), Ebe Ticozzi (Marta), Armando Benzi (Wagner und Nerèo), Disma de Cecco (Elena), Ede Marietti Gandolfo (Panthalis). Cetra CD: CDO 19, Warner Fonit. Hermes Opernlexikon[3][4]:1949
- 1973: Julius Rudel (Dirigent), London Symphony Orchestra, Ambrosian Opera Chorus. Norman Treigle (Mefistofele), Plácido Domingo (Faust), Montserrat Caballé (Margherita), Heather Begg (Marta), Thomas Allen (Wagner), Josella Ligi (Elena), Delia Wallis (Panthalis), Leslie Fyson (Nerèo). EMI CD: 5 66502 2, EMI CD: 7 49522 2, EMI Electrola LP: 195-02 464/66. Opernwelt-CD-Tipp: „künstlerisch wertvoll“[5][4]:1964
- 1980–1982 (Fassung von Bologna 1875, Prolog leicht gekürzt): Oliviero de Fabritiis (Dirigent), National Philharmonic Orchestra London, London Opera Chorus. Nikolaj Gjaurow (Mefistofele), Luciano Pavarotti (Faust), Mirella Freni (Margherita), Nucci Condò (Marta), Piero de Palma (Wagner), Montserrat Caballé (Elena), Della Jones (Panthalis), Robin Leggate (Nerèo). Decca CD: 410 175-2, DECCA LP: D270D3. FonoForum 5/84[3][4]:1968